# 簇蕊金花茶
簇蕊金花茶（学名：[Camellia fascicularis] 错误：{{Lang}}：文本有斜体标记（帮助）），为山茶科山茶属下的一个种。

## 扩展阅读
維基物種上的相關：簇蕊金花茶